# Reggae Sundance
Le Reggae Sundance est un Festival de reggae qui se déroule chaque année depuis 1995 à Eersel, près d'Eindhoven aux Pays-Bas. Il se déroule au mois d'août sur une durée de deux jours.
De 2009 à 2012, le festival n'a pas lieu à cause de problèmes financiers.
En 2013, le festival est de retour pour un jour. 
En 2014, l'édition est annulée en raison des conditions météorologiques alors que l'événement était de nouveau prévu pour trois jours.
Après une pause en 2015, le festival revient en 2016 pour une durée d'un jour.